# Araneus zhangmu
Araneus zhangmu är en spindelart som beskrevs av Zhang, Song och Kim 2006. Araneus zhangmu ingår i släktet Araneus och familjen hjulspindlar. Inga underarter finns listade i Catalogue of Life.